# Famille de Hauméa
La famille de Hauméa, autrefois nommée famille de 2003 EL61 (en abrégé famille d'EL61), est une famille collisionnelle d'astéroïdes transneptuniens dont les membres sont caractérisés par des paramètres orbitaux et des propriétés physiques similaires. La famille est nommée d'après son plus gros membre, (136108) Hauméa (désignation provisoire 2003 EL61), et on pense que ses autres membres se sont formés à partir du manteau glacé de Hauméa expulsé lors d'une violente collision.

## Famille collisionnelle

Inclinaison de certains objets transeptuniens en fonction de leur distance au Soleil. La famille de Haumea est indiquée en vert, les autres cubewanos en bleu, les plutinos en rouge et les objets épars en gris.

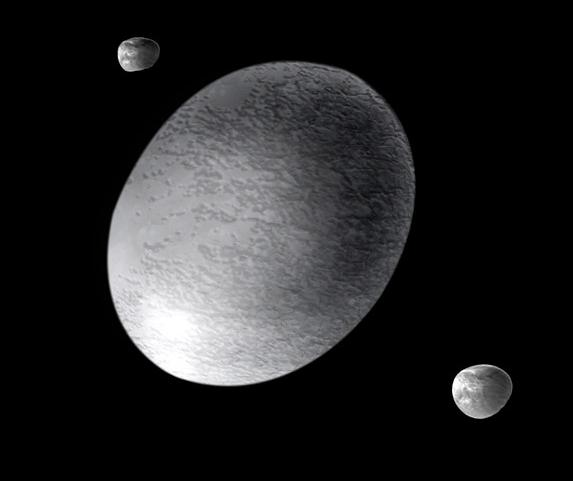
Hauméa et ses 2 satellites, vue d'artiste.

La planète naine Hauméa est le plus grand membre d'une famille collisionnelle, similaire à celles qu'on peut trouver dans la ceinture d'astéroïdes : un groupe d'objets partageant des éléments orbitaux similaires et des caractéristiques physiques communes, trouvant une origine commune probable dans un impact ayant brisé l'objet qui a donné Hauméa,.
La dispersion des éléments orbitaux des membres est de quelques pour cent ou moins (5 % pour le demi-grand axe, 1,4° pour l'inclinaison et 0,08 pour l'excentricité).
Les caractéristiques physiques communes incluent des couleurs neutres et des zones d'absorption infrarouge typiques de la glace d'eau.
La formation d'une telle famille par impact nécessite un progéniteur d'environ 1 660 km de diamètre, avec une densité d'environ 2,0 g/cm3, similaire à Pluton ou Éris. Durant cette collision, Hauméa aurait perdu environ 20 % de sa masse, principalement de la glace, et serait devenu plus dense.
La collision seule ne peut pas expliquer les orbites des membres de la famille. Pour rendre compte de l'étendue des éléments orbitaux, une vitesse de dispersion initiale d'environ 400 m/s est requise, mais une telle vitesse aurait dispersé les fragments encore plus. Ce problème ne concerne que Hauméa lui-même ; les éléments orbitaux de tous les autres objets de la famille ne requièrent que 140 m/s. Pour expliquer cet écart, Brown et al. suggèrent que l'orbite de Haumea a été modifiée après la collision. À la différence des autres membres de la famille, Haumea est situé sur une orbite chaotique, proche de la résonance 7:12 avec Neptune, qui aurait augmenté son excentricité à sa valeur actuelle.

## Membres de la famille
- (136108) Hauméa et ses satellites
  - (136108) Hauméa
  - (136108) Hauméa I Hiʻiaka
  - (136108) Hauméa II Namaka
- (19308) 1996 TO66
- (24835) 1995 SM55
- (55636) 2002 TX300
- (86047) 1999 OY3
- (120178) 2003 OP32
- (145453) 2005 RR43
- (308193) 2005 CB79
- (386723) 2009 YE7
- (416400) 2003 UZ117
- (612620) 2003 SQ317

Membres potentiels :
- (315530) 2008 AP129
- (469306) 1999 CD158
- (523645) 2010 VK201
- (523736) 2014 QA442
- (543454) 2014 HZ199
- (612148) 2000 CG105
- (612349) 2002 GH32
- (653589) 2014 QW441
- (671467) 2014 LO28
- (673087) 2015 AJ281
- 2007 RX326

## Nommage des membres
Hauméa et ses satellites sont nommés d'après des personnages de la mythologie hawaïenne. À la mi-2025, aucun autre membre de la famille n'est nommé.
L'astéroïde (2202) Pélé, découvert en 1972, est nommé d'après la sœur de Hiʻiaka et de Namaka, mais est un astéroïde Amor et non un membre de la famille de Hauméa.